# Ludvig Holberg
Ludvig Holberg (Bergen, 3 december 1684 - Kopenhagen, 28 januari 1754) was een Noors-Deense toneelschrijver.

## Leven en werk
Holberg was de jongste van zes broers. Zijn vader stierf toen hij nog geen jaar oud was. Hoewel niemand in zijn familie ooit geschreven had, ontwikkelde Ludvig zich tot de vader van de Deense literatuur. Holberg woonde lange tijd in Kopenhagen en was er docent aan de universiteit. Dit is ook waar hij zijn beroemde komedies schreef. In het begin lukte het hem niet werk te vinden dat hem werkelijk interesseerde. Hij studeerde rechten, geschiedenis en taalkunde. Later doceerde hij uiteenlopende vakken zoals metafysica, Latijn en geschiedenis.
Holberg was een bereisd man. In zijn jonge jaren bezocht hij Nederland, Frankrijk en Rome en leerde zo veel verschillende mensen en culturen kennen. Hij studeerde een tijd aan de Universiteit van Oxford. Zijn reizen, waarbij hij Latijnse en Franse komedies te zien kreeg, waren een belangrijke bron van inspiratie voor zijn komedies. 
In zijn tijd in Parijs had hij nauwe banden met Jacob Winsløw een Deense katholiek die probeerde hem te bekeren, maar Ludvig bleef het Lutherse geloof trouw. Toch had hij daar een vooruitstrevende kijk op. Ten aanzien van het in zijn tijd nieuwe heliocentrische wereldbeeld dat omstreden was omdat het een letterlijke interpretatie van sommige delen van de Bijbel leek tegen te spreken, zei hij: De Heilige Schrift is niet geschreven om mensen astronomie bij te brengen, maar om ze tot zaligheid te brengen.
Zijn schrijverschap kent drie hoofdthema's: een historische, een poëtisch/komische en een filosofische periode. Vooral in de komische toneelspelen, waardoor hij het meest bekend is, was hij bijzonder productief. Men zegt wel dat zijn geloofshouding het deïsme vertegenwoordigt met zijn scepsis tegenover de erfzonde en zijn nadruk op de vrije wil van de mens. Holberg heeft een belangrijke wetenschappelijke bijdrage geleverd. Tot zijn tijd was de wetenschap ondergeschikt aan de religie. Holberg stelde daar empirisme, met nadruk op ervaring en observatie tegenover.
Ter ere van Holberg stelde de Noorse regering in 2003 de Holbergprijs in voor wetenschappers die zich verdienstelijk hebben gemaakt op het terrein van de kunsten, de geesteswetenschappen, de sociale wetenschappen, het recht of de theologie.

## Toneelwerk

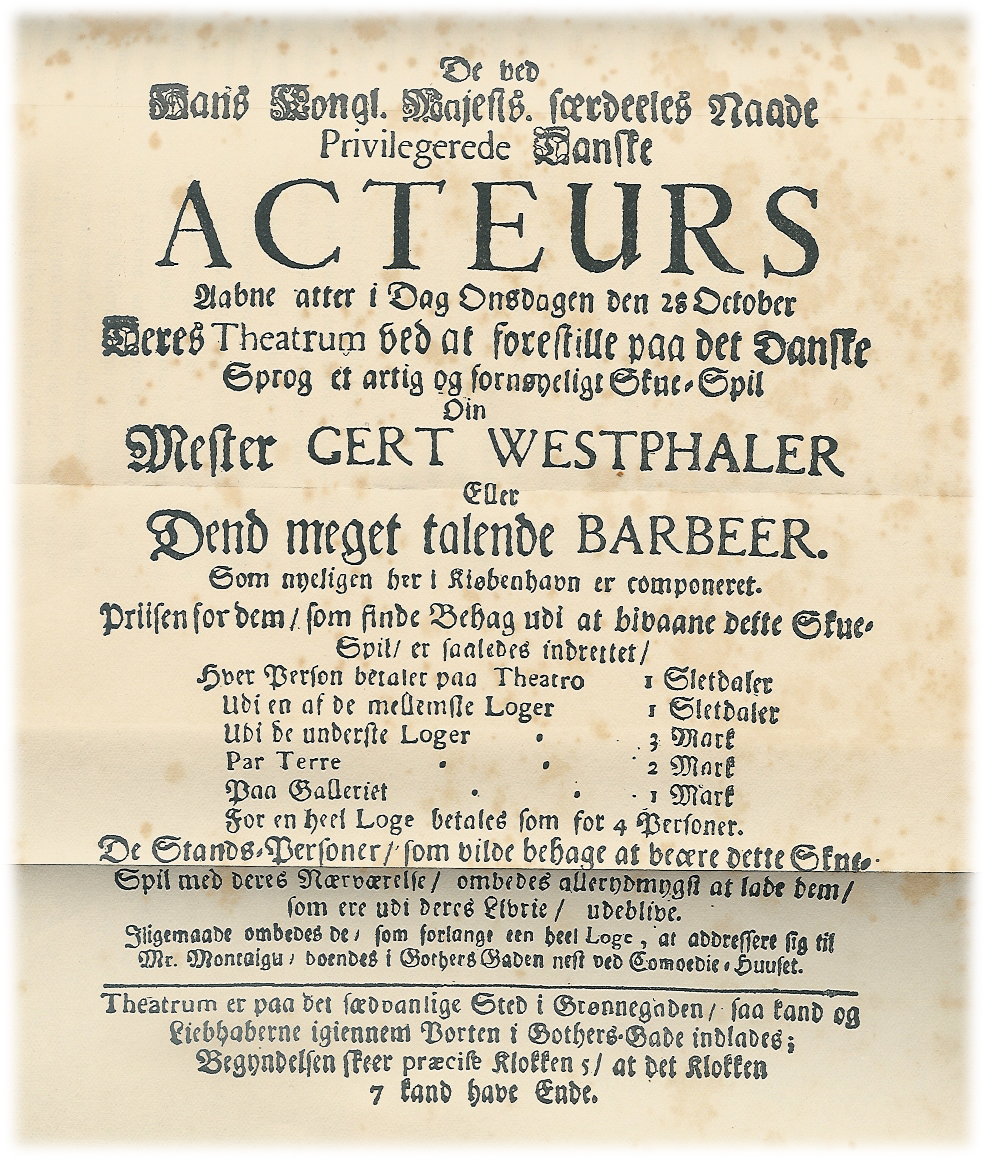
De oudste bewaard gebleven theateraffiche voor het stuk Mester Gert Westphaler, opgevoerd op 22 oktober 1722.

- Den Politiske Kandestøber, 1722 (De politieke tinnegieter), 1853
- Den vægelsindede (De wankelmoedige), 1722.
- Jean de France of Hans Frandsen, 1722.
- Jeppe på Bjerget, 1722 (Jeppe op de berg), 1925 of Den forvandlede Bonde (De veranderde boer) , 1722.
- Mester Gert Westphaler, 1722.
- Barselstuen (De kraamkamer), 1723.
- Den ellefte Junii, 1723.
- Jacob von Tyboe of Den stortalende Soldat (De snoevende soldaat), 1723.
- Ulysses von Ithacia, 1723.
- Erasmus Montanus of Rasmus Berg, 1723.
- Don Ranudo de Colibrados, 1723.
- Uden Hoved og Hale (Zonder kop en staart), 1723.
- Den Stundesløse (De rusteloze), 1723.
- Hexerie (Hekserij) of Blind Allarm (Loos alarm), 1723.
- Melampe, 1723.
- Det lykkelige Skibbrud (De gelukkige schipbreuk), 1724.
- Det Arabiske Pulver (Het Arabische poeder), 1724.
- Mascarade, 1724 (De Maskerade), 1777.
- Julestuen (De kerststal), 1724.
- De Usynlige (De onzichtbare), 1724.
- Diderich Menschenskraek (Diderich de verschrikkelijke), 1724.
- Kildereisen (De reis naar de bron), 1725.
- Henrich og Pernille, 1724-1726.
- Den pantsatte Bondedreng (De boerenknecht in onderpand), 1726.
- Pernilles korte Frøkenstand (Pernille kortstondig als dame), 1727.
- Den Danske Comoedies Liigbegængelse (De begrafenis van de Deense komedie), 1727.
- Den honette Ambition (De eervolle eerzucht), 1731.
- Nicolai Klimmii iter subterraneum, 1741 (Onderaardsche Reis van Claas Klim,  behelzende eene nieuwe beschryving van den aardkloot met de historie der vyfde, tot nog toe onbekende monarchie), 1741.

Postuum uitgegeven
- Plutus of Proces imellom Fattigdom og Riigdom (Proces tussen armoede en rijkdom).
- Husspøgelse (Het huisspook) of Abracadabra.
- Philosophus udi egen Indbildning (Filosoof uit eigen inbeelding).
- Republiqven (De Republiek) of Det gemeene Bedste (Het gemenebest).
- Sganarels Rejse til det philosophiske Land (Sganarels reis naar het filosofische land).